# محلول‌پاش
محلول‌پاش وسیله ای است که برای پاشش مایع استفاده می‌شود، محلول‌پاش‌ها معمولاً برای پخش آب، علف هرز کش‌ها، کود، مواد شیمیایی کنترل آفات، و همچنین برای ساخت و اجزا خط تولید استفاده می‌شوند. در کشاورزی، محلول‌پاش تجهیزی از ماشین‌آلات است که برای پاشش علف کش‌ها، آفت کش‌ها و کودها بر روی محصولات کشاورزی استفاده می‌شود. اندازه آنها از واحدهای قابل حمل انسان (معمولاً کوله پشتی با افشانه) تا محلول‌پاش‌های کششی متصل شونده به تراکتور، تا واحدهای خودکششی مشابه تراکتورهایی با پایه‌های بوم با طول متغیر از ۴–۳۰ فوت (۱٫۲–۹٫۱ متر) تا ۶۰–۱۵۱ فوت (۱۸–۴۶ متر) است که طول آن بسته به طراحی مهندسی برای تراکتور و اندازه زمین تغییر می‌کند.